# David Parenzo
David Parenzo (Padova, 14 febbraio 1976) è un giornalista, conduttore radiofonico e conduttore televisivo italiano.

## Biografia
Nasce da Gianni, avvocato, e da Michela Caracciolo, insegnante. Ha un fratello minore di nome Beniamino, divenuto avvocato. Discende da una famiglia ebraica di stampatori originari della città istriana di Parenzo che si stabilì in Italia nel XVI secolo, è pronipote del garibaldino e senatore del Regno Cesare Parenzo e nipote di Sebastiano Caracciolo, massone e, come dichiara lui stesso in un'intervista, fascista. 
Dopo essersi diplomato al Liceo Classico "Concetto Marchesi" di Padova, s'iscrive all'Università degli Studi di Padova nella Facoltà di Giurisprudenza, ma abbandona ben presto gli studi universitari e si dedica al giornalismo. È stato segretario della Sinistra giovanile di Padova. È iscritto all'ordine dei giornalisti dal marzo del 2005, dopo aver sostenuto l'esame.
Ha scritto per varie testate, tra le quali la rivista dell'UGEI HaTikwa, Il Mattino di Padova, Il Foglio di Giuliano Ferrara e il quotidiano Liberazione, quando era diretto da Sandro Curzi, dove per un anno ha curato una rubrica dal titolo Hamburger & Polenta: storie dal mitico nordest. Parenzo diviene anche direttore responsabile del neo quotidiano nazionale, Il Clandestino, la cui prima uscita avviene il 24 novembre 2009. L'esperienza avrà breve durata, con rinuncia all'incarico circa due mesi dopo; lo stesso giornale chiuderà il 18 marzo 2010 per traversie giudiziarie dell'editore.

## Carriera
Esordisce in TV all'età di 22 anni, su Odeon TV, con il programma Tutto quello che avreste voluto sapere sul Festival ma non avete mai osato chiedere. Passa poi a Telenuovo dove conduce, per due anni, Prima Pagina, per poi approdare a Telelombardia, dove conduce Orario Continuato, Prima Serata, Iceberg, Giudicate voi, tutte trasmissioni di approfondimento politico ed economico con ospiti e dibattiti in studio.
Nel 2007 arriva a LA7, dove rimarrà per sei anni collaborando attivamente al network, in particolare alla trasmissione di attualità e politica In onda, partecipando, inoltre, al programma mattutino di attualità Omnibus, con il ruolo di opinionista e commentatore.  Il 24 novembre 2010 parte la prima puntata di Titanic Italia su 7 Gold, un talk show di politica ed economia, del quale è sia conduttore sia autore.

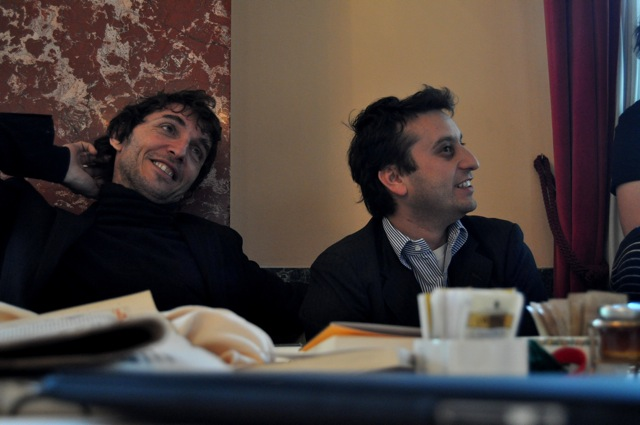
Giuseppe Cruciani e David Parenzo nel 2011

Nel 2010 ha inizio la sua esperienza radiofonica con l'affiancamento a Giuseppe Cruciani nel programma La Zanzara, in onda dal lunedì al venerdì su Radio 24.
Per le elezioni politiche del 2013 ha condotto per MTV una serie di reportage dal titolo Tutti a casa: la politica fatta dai ragazzi. Nell'estate 2013 ha condotto La guerra dei mondi su Rai 3, trasmissione in quattro puntate, andate in onda il venerdì in prima serata; la ripresa del talk show nell'autunno seguente è stata esclusa a motivo delle basse percentuali di ascolto. Sempre nello stesso anno, il 9 ottobre 2013, con Giuseppe Cruciani, tenta di proporre in televisione, su Rete 4, un talk show che ricalchi la stessa linea satirica e aggressiva del fortunato programma radiofonico La Zanzara. Il nome del programma è Radio Belva, ma le trasmissioni vengono sospese dopo il flop della prima puntata a causa dei bassi ascolti e per le eccessive volgarità verbali, in particolare i turpiloqui intercorsi tra Vittorio Sgarbi e Cruciani.

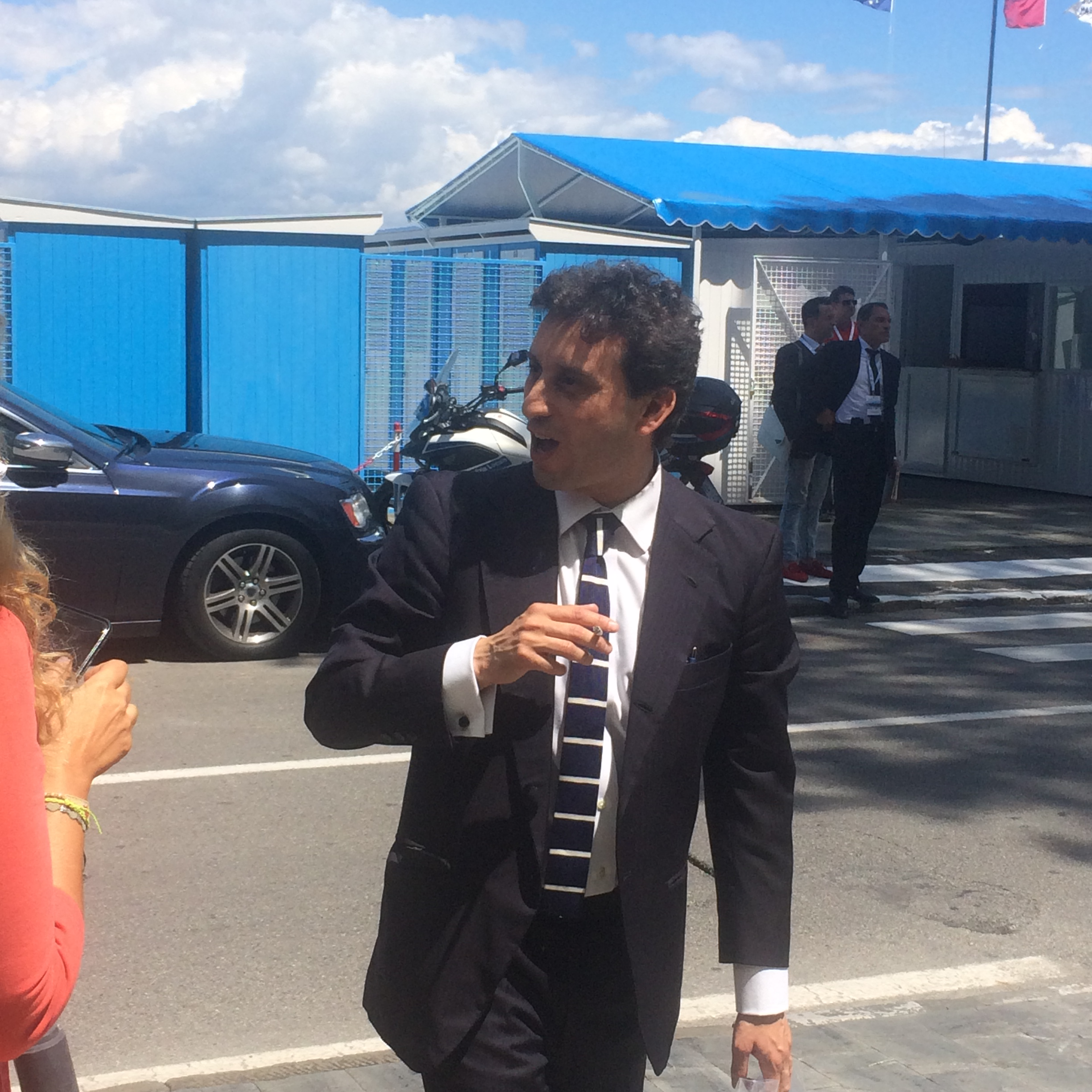
Parenzo al convegno dei Giovani Imprenditori di Confindustria a Santa Margherita Ligure nel 2016

In occasione delle elezioni europee del 2014 lavora per il Corriere della Sera, nel cui sito online, direttamente dal Parlamento europeo di Strasburgo, trasmette una web serie intitolata Grazie Europa, composta da dieci puntate di sette minuti l'una, nelle quali intervista i protagonisti politici europei e chiede opinioni a gente comune. Dal 2014 contribuisce al progetto LIVEonTIM, in cui realizza interviste con personaggi dell'attualità e della cultura. È un componente della redazione, in veste di giornalista e inviato, della trasmissione Matrix (Canale 5) condotta da Luca Telese, nelle stagioni 2013/2014 e 2014/2015. Nel mese di maggio del 2015 torna protagonista di una web serie per il Corriere della Sera, in ogni puntata affianca per un giorno intero un personaggio popolare per scoprire come trascorre la giornata tra lavoro e tempo libero; il programma s'intitola Alter Ego.
Nel 2015, dal 3 agosto al 6 settembre, torna a LA7 come conduttore insieme con Tommaso Labate, per il programma di approfondimento quotidiano In onda, in sostituzione di Gianluigi Paragone e Francesca Barra. Ha buon esito d'ascolti e da LA7 gli viene affidata, a partire da gennaio 2016, la conduzione del talk show Fuori onda, trasmesso la domenica in prima serata, sempre in coppia con il giornalista Tommaso Labate. Nel mese d'agosto del 2016 conduce L'aria d'estate su LA7. Da luglio 2017 ritorna alla conduzione di In onda insieme a Luca Telese, conduzione confermata anche nel 2018, nel 2019 e nel 2020. Dal 2020 conduce per alcune puntate L'aria che tira sostituendo definitivamente Myrta Merlino nel 2023.
A partire dal 2023, organizza e conduce assieme al giornalista Alessandro de Angelis la rassegna culturale Piazza Asiago, che si tiene durante il periodo estivo nella città di Asiago. 

## Controversie giudiziarie
Il 22 dicembre 2018 è stato condannato, insieme a Giuseppe Cruciani e a un radioascoltatore della Zanzara, per aver diffamato – nel corso della trasmissione del 7 ottobre 2015 – il dirigente Chicco Testa, a cui dovette devolvere 30000 €.
Il 4 novembre 2020 è stato rinviato a giudizio, insieme a Giuseppe Cruciani e a Giampiero Mughini, per diffamazione nei confronti degli organizzatori del convegno Calcio e diritto: il rispetto delle regole nell’era del Var, che in una puntata della Zanzara Mughini aveva definito «feccia» senza che i due conduttori prendessero le distanze da questo epiteto.
Il 2 maggio 2023 è stato condannato per diffamazione nei confronti di un ristoratore, spesso ospite della Zanzara, che il 28 febbraio 2020 aveva accusato di essere «un evasore fiscale dichiarato» e di non rispettare le norme igieniche nel suo locale: Parenzo dovrà risarcire il querelante con 16500 € complessivi, più il pagamento delle spese legali.
Il 12 gennaio 2025 David Parenzo, nel corso di una trasmissione della Zanzara datata 28 febbraio 2020, viene nuovamente condannato per diffamazione, arrecata ai danni del ristoratore friulano Ferdinando Polegato. Già condannato in primo grado ad una multa di 1500 € e al risarcimento del danno, da definire in sede civile, con una provvisionale di 15000 €, la Corte d'Appello di Milano confermerà tale pena pecunaria, aggiungendoci l'obbligo per il giornalista di coprire le spese processuali e di costituzione di parte civile, quantificate in 2470 € più ulteriori 142,68 € per spese di trasferta.

## Vita privata
Convive ed ha avuto tre figli con la giornalista Nathania Zevi, ex conduttrice di Agorà e nipote di Bruno Zevi e Tullia Calabi. Dal suo primo matrimonio è nata una figlia. È osservante ma non si considera ebreo ortodosso.

## Premi e riconoscimenti
- Premiolino : 2013 – Vinto insieme al collega Giuseppe Cruciani, con la seguente motivazione: «Alla coppia di conduttori de "La Zanzara", la trasmissione corsara di Radio 24. Beffardi, spregiudicati, irriverenti e politicamente scorretti, muovendosi al confine tra informazione, satira e sberleffo hanno creato un nuovo linguaggio radiofonico e una rubrica di successo.»[27]
- Premio Funari - Il Giornalaio dell'anno (I Edizione - 2022): premio giornalistico italiano in onore dell'eredità giornalistica di Gianfranco Funari. Il premio si distingue per premiare lo spirito indipendente e la volontà di fare informazione accessibile a tutti[28].

## Televisione
- Tutto quello che avreste voluto sapere sul Festival ma non avete mai osato chiedere (Odeon TV, 1998)
- Prima Pagina (Telenuovo, 2000-2002)
- Orario continuato (Telelombardia, 2002)
- Prima serata (Telelombardia, 2002)
- Iceberg (Telelombardia, 2004)
- Giudicate voi (Telelombardia, 2006)
- In onda (LA7, 2007-2012, 2015-2023)[29]
- Titanic Italia (7 Gold, 2010)
- Tutti a casa: la politica fatta dai ragazzi (MTV, 2013)
- La guerra dei mondi (Rai 3, 2013)
- Radio Belva (Rete 4, 2013)
- Matrix (Canale 5, 2013-2015) inviato
- Fuori onda (LA7, 2015-2016)
- L'aria d'estate (LA7, 2016)
- Terza Repubblica (LA7, 2016)
- L'aria che tira (LA7, 2017, 2020, dal 2023)

## Radio
- La Zanzara (Radio 24, dal 2010) – conduttore
- La variante Parenzo (Radio 24, dal 2021) – conduttore

## Web serie
- Grazie Europa – (Corriere.it, 2014, conduttore)
- Alter Ego – (Corriere.it, 2015, conduttore)

## Opere
- David Parenzo, Romanzo padano: da Bossi a Bossi: storia della Lega, prefazione di Aldo Bonomi, Milano, Sperling & Kupfer, 2008, ISBN 978-88-200-4640-8.
- David Parenzo e Eugenio Benetazzo, Banca Rotta, Milano, Sperling & Kupfer, 2009, ISBN 978-88-200-4720-7.
- David Parenzo, Eugenio Benetazzo e Fabio D'Ambrosio, Bancarotta, se conosci puoi scegliere, D'Ambrosio, 2009, ISBN 978-88-88319131.
- David Parenzo e Eugenio Benetazzo, L'Europa s'è rotta, con un intervento di Massimo Fini, Milano, Sperling & Kupfer, 2010, ISBN 978-88-200-4840-2.
- David Parenzo e Giuseppe Cruciani, Cattivissimi noi, con Emiliano Errico, Reggio Emilia, Aliberti, ISBN 978-88-6626-117-9.
- David Parenzo, I falsari: come l'Unione europea è diventata il nemico perfetto per la politica italiana, Venezia, Marsilio, 2019, ISBN 978-88-297-0019-6.
- David Parenzo, Ebreo giudeo naso adunco: tutto quello che c'è da sapere sugli ebrei ma non avete mai osato chiedere, prefazione di Umberto Galimberti e postfazione di Luca Bizzarri, Milano, Baldini+Castoldi, 2023, ISBN 978-88-93884-38-9.
- David Parenzo, Lo scandalo Israele, Milano, Rizzoli, 2025, ISBN 978-88-17-19552-2.

## Filmografia

### Attore
- Camera Café – serie TV, episodio 5x88 (2012)[30]

### Doppiatore
- Onward, regia di Dan Scanlon (2020)